# Pola Esperanto-Societo
La Pola Esperanto-Societo (PES) fu fondata nel 1908 come trasformazione della Varsovia Societo Esperantista (l'Associazione Esperantista di Varsavia). 
Antoni Grabowski ne è stato presidente dall'inizio fino alla sua morte nel 1921.
| Controllo di autorità | VIAF (EN) 301180014 |